# いっしょに帰ろう
「いっしょに帰ろう」（いっしょにかえろう）は、GOING UNDER GROUNDのシングル。ビクターエンタテインメントのレーベルHAPPYHOUSEより2009年1月21日発売。

## 概要
メジャーデビュー後19枚目（通算22枚目）のシングル。キーボードの伊藤洋一が参加した最後のシングルとなった。「run boyz run」のみ松田“Chabe”岳二がプロデュースとアレンジで参加している。

## プロモーション
ジャケット写真、リード曲のMV、テレビCM、ポスター、チラシ、店頭用POPなどのプロモーションツールにメンバーと親交のある劇団ひとりが起用された。リード曲は2009年1月7日から着うた、着うたフル、iTunesで先行配信された。

## 収録曲
1. いっしょに帰ろう
（作詞・作曲：松本素生）
2. マンガライフ
（作詞・作曲：松本素生）
3. run boyz run
（作詞・作曲：松本素生）
2008年度Fリーグオフィシャルテーマソング。

## 収録アルバム
いっしょに帰ろう
- LUCKY STAR

マンガライフ、run boyz run
- THE BOX - B-SIDE COLLECTIONに収録。

## 参加ミュージシャン
- 宮路傑 – サックス（「いっしょに帰ろう」）
- Central Horn（西岡英朗（トランペット）、宮内岳太郎（トロンボーン）、首藤晃志（アルトサックス）、栗原健（テナーサックス、ホーンアレンジ）） – ホーンセクション（「run boyz run」）
- 松田“Chabe”岳二 – プロデュース、編曲（「run boyz run」）